# 적쿠르디스탄
적쿠르디스탄 또는 쿠르디스칸스키 우예스트(Kurdistansky Uyezd)는 나고르노카라바흐 자치주와 아르메니아 사이에 있던 쿠르드인의 자치지역이다. 행정소재지는 라친이었다. 1930년에 쿠르디스탄구(Kurdistan Okrug)로 재설치 하였지만 터키, 이란과의 외교적인 마찰을 우려해 그해 다시 폐지된다.